# دونالد فيرغسون
دونالد فيرغسون (بالإنجليزية: Donald Ferguson)‏ هو فلاح وسياسي كندي، ولد في 7 مارس 1839، وتوفي في 4 سبتمبر 1909. انتخب عضو مجلس الشيوخ الكندي.